# Programme de reconnaissance des certifications forestières
Le Programme de reconnaissance des certifications forestières (PEFC, sigle anglais de Pan European Forest Certification, « Certification paneuropéenne des forêts », rebaptisé Programme for the Endorsement of Forest Certification schemes, « Programme de reconnaissance des systèmes de certification forestière », avec l'élargissement au monde) est une organisation internationale de certification forestière, créée en 1999, promouvant la gestion durable des forêts.
Le label PEFC certifie les forêts à travers des normes qui s'appliquent aux propriétaires forestiers, aux exploitants et aux entreprises de la filière forêt-bois-papier pour la gestion durable de la forêt et la traçabilité du bois.
En 2017, une faille est révélée par un reportage de l'émission française Cash Investigation : PEFC a labellisé par erreur des organisations hors de son champ de compétence. En conséquence, l'organisation a renforcé ses conditions d'adhésion.

## Présentation
PEFC est une ONG internationale dont le but est la protection et de gestion durable des forêts à travers le monde créée en 1999.
PEFC a été créé pour lancer une certification forestière adaptée au contexte forestier européen et notamment à un foncier forestier très morcelé comportant de nombreuses propriétés de toute petite taille. En France par exemple, près des 3/4 de la surface forestière appartiennent à des propriétaires privés. 3,5 millions de propriétaires se partagent 12,7 millions d'hectares),.
PEFC est aujourd'hui présent dans 55 pays à travers le monde. En octobre 2003, le Programme européen des forêts certifiées (PEFC) devient le Programme for the Endorsement of Forest Certification Schemes (en français : « Programme de reconnaissance des systèmes de certification forestière »).

## Histoire
En 1993, dans le cadre d'une série de conférences européennes et internationales sur la protection des forêts et les problématiques liées à la déforestation, la seconde Conférence ministérielle paneuropéenne d'Helsinki pour la protection des forêts en Europe traite précisément de la filière forêt-bois et de la gestion raisonnée et durable de la forêt pour les approvisionnements futurs en bois.
C'est sur la base de 6 critères définis pendant cette conférence que PEFC définit et évalue ses actions et ses exigences concernant la gestion durable des forêts Les 6 critères sont les suivants : la conservation et l'amélioration appropriée des ressources forestières et leur contribution aux cycles globaux du carbone, le maintien de la santé et de la vitalité des écosystèmes forestiers, le maintien et l'encouragement des fonctions de production des forêts, le maintien et l'amélioration appropriée des fonctions de protection par la gestion des forêts et le maintien des autres fonctions socio-économiques.
Lors de la troisième Conférence ministérielle Paneuropéenne pour la Protection des Forêts en Europe, qui s'est tenue à Lisbonne au Portugal du 2 au 4 juin 1998, il a été mis en avant la nécessité de “renforcer les dimensions sociales et économiques de l'aménagement durable des forêts”,.
À l'issue des conférences de 1993 (Helsinki), et de 1998 (Lisbonne),,, des organisations représentatives de la filière forêt-bois et des usagers des forêts ainsi que des associations de protection de la nature se regroupent avec pour objectif de coordonner les initiatives existantes et créer un système de certification forestière adapté au contexte forestier européen.
Cette initiative donne lieu, en 1999, à la création du système PEFC - Programme Européen des Forêts Certifiées.
En mars 2022, dans le contexte du conflit opposant la Russie à l'Ukraine, PEFC suspend la certification du bois russe et biélorusse,.

## Organisation

### Au niveau international: PEFC Council
Si les standards de gestion durable des forêts sont élaborés au niveau international,, chaque pays les décline ensuite dans son propre référentiel national. Les standards de la certification PEFC internationaux sont révisés périodiquement.
Au niveau international, PEFC est représentée par l'ONG PEFC Council.

### Au niveau national
PEFC est représenté au niveau de chaque pays membre par une association nationale : PEFC France, PEFC Espagne, PEFC Brésil, PEFC Gabon…
Chaque pays membre élabore ses propres règles de certification PEFC en conformité avec les standards internationaux de référence, afin de prendre en compte ses spécificités locales et son contexte forestier national. Ainsi PEFC France a adapté les critères internationaux PEFC aux spécificités de la forêt française (paysage, sols, climat, biodiversité, législation…).
L'ensemble de ces règles nationales de certification est appelé « schéma national de certification forestière ». Il comprend les éléments suivants :
L'ensemble de ces règles nationales de certification est appelé "schéma national de certification forestière".  Ces schémas nationaux de certification forestière sont établis en concertation avec plusieurs parties prenantes concernées par la gestion durable des forêts : il peut s'agir d'organisations professionnelles représentatives des forestiers et des entreprises de la filière forêt-bois papier, d'ONG, d'experts scientifiques, etc.
Chaque pays membre du système PEFC révise son système de gestion forestière durable de manière périodique.
Le système PEFC reconnaît d'autres systèmes nationaux de gestion forestière durable (comme ATFS en Australie, CSA au Canada et SFI aux États-Unis).

### Au niveau régional
Dans certains pays, dont la France, il existe des organisations régionales PEFC, appelées Entités d'Accès à la Certification,, appelés Entités d'Accès à la Certification. Ces associations sont certifiées et auditées annuellement par un organisme certificateur indépendant. Elles ont pour missions sur leurs territoires de compétence respectifs de faire adhérer les propriétaires forestiers au système PEFC, contrôler les propriétaires et exploitants forestiers adhérents au système PEFC, promouvoir et mettre en œuvre la certification forestière PEFC,.

### PEFC en France
Association à but non lucratif loi de 1901, PEFC France est organisée de manière collégiale afin de permettre l'implication de toutes les parties prenantes intéressées par la gestion forestière durable en France. PEFC France est ainsi composée d'organisations membres qui sont réparties au sein de trois collèges : le collège des propriétaires forestiers (les propriétaires et gestionnaires de forêts publiques et privées qui gèrent la forêt), le collège des entreprises de la filière bois-papier (qui transforment et commercialisent le bois et les produits bois) et le collège des usagers de la forêt (rassemblant notamment des organisations non-gouvernementales (ONG) de protection de la nature, comme France Nature Environnement et des membres de la société civile engagés pour la préservation de la forêt et son accès en tant que lieu d'accueil du public).
Toutes ces parties prenantes se concertent sur l'ensemble des problématiques relatives à l'élaboration et à la mise en œuvre de la certification PEFC en France et elles participent à la définition et la réévaluation périodique du schéma français de certification forestière PEFC.
Chacun des collèges est représenté de façon équilibrée au sein des instances associatives.
En France, le système PEFC certifie aujourd'hui plus de 8 millions d'hectares de forêt à travers l'adhésion de plus de 71 000 propriétaires forestiers, et plus de 3 100 entreprises, de la filière forêt-bois-papier.

## Fonctionnement de la certification PEFC

### Principes
Le système de certification PEFC repose sur deux certifications complémentaires : la certification forestière qui atteste la gestion durable de la forêt et le respect de ses fonctions économiques, environnementales et sociales, et la certification des entreprises de la filière forêt-bois-papier - dite certification de la chaîne de contrôle (ou de traçabilité) - qui assure un suivi de la matière bois à chaque étape de transformation et de commercialisation, depuis la forêt jusqu'au produit fini mis sur le marché.
- La certification forestière atteste la gestion durable de la forêt et le respect de ses fonctions économiques, environnementales et sociales. Elle garantit l'application de règles strictes par tous les intervenants en forêt (propriétaires, exploitants et entrepreneurs de travaux forestiers)[41]:
- Pour le propriétaire forestier (qui cultive le bois),
- Pour l'exploitant forestier (qui coupe, façonne et transporte le bois).
- La certification des entreprises de la filière forêt-bois-papier — dite certification de la chaîne de contrôle (ou de traçabilité)[42] - qui assure un suivi de la matière bois à chaque étape de transformation et de commercialisation, depuis la forêt jusqu'au produit fini, et qui garantit que le produit s'inscrit dans une démarche de gestion durable de la forêt.

La certification couvre 4 étapes de la forêt jusqu'au produit fini : la gestion de la forêt, l'exploitation du bois, la commercialisation et la transformation, et enfin la mise sur le marché du produit en bois ou à base de bois (et de son emballage également) sur lequel est apposée la marque PEFC,.

### Polémiques sur le contrôle des certifications
Une émission de l'émission française Cash Investigation, intitulée « Razzia sur le bois » et diffusée sur France 2 le 24 janvier 2017, a été consacrée à PEFC à la suite d'une remise en question du système d'adhésion (par exemple, des parcelles non forestières ont pu être certifiées telle qu'une centrale nucléaire ou bien encore un supermarché). À la suite de cette enquête télévisée, PEFC a renforcé ses conditions d'adhésion avec « des règles plus précises et plus mesurables qui vont faciliter leur application et les contrôles »,,.
La certification PEFC est contestée par WWF et Greenpeace. Ils lui ont un temps préféré la certification FSC, dont ils sont à l'origine, jusqu'à ce que celle-ci soit, en mars 2018, à son tour dénoncée.

## Exemples de secteurs et de produits utilisant la certification de gestion forestière durable
Les types de produits certifiés PEFC sont variés : ameublements, aménagements, construction, emballages, éditions, hygiènes, jouets, etc.
Dans la construction : des bâtiments sont certifiés PEFC du fait de l'utilisation du bois comme principal matériau, du gros œuvre,,,,,, à la finition,.
Dans l'emballage, pour les produits utilisant un conditionnement certifié par le programme de reconnaissance des certifications forestières.
Dans l'imprimerie,.
Dans le secteur des médias, de la vente et de la communication qui utilisent le support papier,.